# Foissiat

Foissiat este o comună în departamentul Ain din estul Franței.